# Друзі з Франції
«Друзі з Франції» (фр. Les Interdits) — французький драматичний фільм 2013 року режисерів та сценаристів Анни Вейл і Філіппа Котларскі з Соко в головній ролі.

## Сюжет
Кароль і Жером, двадцятирічні брат і сестра, приїжджають на гастролі до Одеси у 1979 році, вдаючи, що заручені. Удень, як туристи, вони відвідують пам'ятники та музеї. Увечері вони зустрічаються з підпільними відмовників — євреїв, яких радянський режим переслідував за спробу покинути країну.

## Акторський склад
- Соко — Кароль
- Жеремі Ліппманн — Жером
- Володимир Фрідман — Віктор
- Аня Букштейн — Віра
- Мартін Ніссен — Леон
- Адександр Шакон — Давид
- Артем Ткаченко — Антон
- Катерина Медведєва — Анна Брайловська
- Дмитро Брауер — агент КДБ
- Олександр Сендерович — Натан

## Знімальна група
- Режисери-постановники: Анне Вейл, Філіпп Котларскі
- Сценаристи: Анне Вейл, Філіпп Котларскі
- Продюсери: Яель Фоґель, Лаетія Ґонсалес, Мартін Пауль-Гус, Кіра Саксаганська, Олексій Учитель, Ганнеке Ван дер Тас
- Лінійні продюсери: Наталі Валле
- Оператори: Фредерік Серв
- Спеціалісти з підбору акторів: Анна Кеворкова
- Спеціалісти з костюмів: Алексія Крісп-Джонс, Надін Креймер
- Спеціалісти з візуальних ефектів: Жульєн Акутюр'є
- Координатори трюків: Дмитро Брауер
- Композитори: Роберт Марсель Лепаж
- Режисери монтажу: Матильда Мюяр, Бернар Сасія

## Кінофестивалі
Кінострічка «Друзі з Франції» була продемонстрована у секції «Сучасне світове кіно» на Міжнародному кінофестивалі в Торонто 2013 року.